# Пинкни, Уильям
Уильям Пинкни (англ. William Pinkney; 17 марта 1764 — 25 февраля 1822) — американский государственный деятель и дипломат, 7-й генеральный прокурор США.

## Биография
Родился в Аннаполисе, провинция Мэриленд, Пинкни изучал медицину (который он не практиковал) и право, получив квалификацию юриста был принят в коллегию адвокатов в 1786 году после некоторого времени, практикующий закон в Харфорд Каунти, штат Мэриленд, он участвовал в Мэриленд государственной конституционной конвенции.
Пинкни служил в штате Мэриленд палате депутатов с 1788 по 1792, а затем снова в 1795 году, и служил в качестве конгрессмена США от третьего района штата Мэриленд в 1791 году, и с пятого округа с 1815 до 1816 он был мэром Аннаполиса с 1795 по 1800, Генеральный прокурор штата Мэриленд. С 1805 по 1806 был послом США в Великобритании (одновременно с Джеймсом Монро); с 1806 до 1807 они вели переговоры о договоре Монро — Пинкни, который был отклонен президентом Томасом Джефферсоном и не вступил в силу. Пинкни был послом в Великобритании с 1808 до 1811, а затем вернулся в Мэриленд, заняв пост в сенате штата Мэриленд в 1811 году. В 1811 году он вошёл в кабинет президента Джеймс Мэдисона как Генеральный прокурор.
В звании майора принимал участие в Англо-американской войне (1812—1815) и был ранен в битве при Бладенсбурге в августе 1814 года.
После войны был конгрессменом от пятого округа штата Мэриленд с 1815 по 1816 год. После этого с 1816 до 1818 года был послом США в России, а также специальным посланником в Неаполитанском королевстве. После первой встречи с Александром I, о котором у Пинкни сложилось очень высокое мнение, докладывал в Вашингтон: «Император беседовал со мной в течение получаса и время от времени убежденно высказывал уважение к нашей стране и заявлял о своем желании поддерживать самые дружественные отношения с нами». Александр I, по словам Пинкни, также подчеркнул «бросающуюся в глаза схожесть наших стран». Пинкни, однако, не удалось добиться согласия российского императора на подписание торгового договора между Россией и США.
С 1819 года Пинкни служил в качестве сенатора США от штата Мэриленд до своей смерти в 1822 году. Был похоронен на Кладбище Конгресса в Вашингтоне, округ Колумбия.
Его сын, Эдвард Пинкни Кут, стал поэтом.